# Teodoro Kovacich
Teodoro Kovacich (Fiume, 29 settembre 1907 – 22 aprile 1991) è stato un calciatore italiano, di ruolo centrocampista.

## Carriera
Nella stagione 1925-1926 ha giocato 2 partite nella Gloria Fiume in Seconda Divisione (la seconda serie italiana dell'epoca); dopo una stagione nelle serie minori nel Savoia Fiume, nella stagione 1927-1928 ha giocato una partita in Divisione Nazionale (la massima serie dell'epoca) con il Verona.
A fine stagione torna a Fiume, giocando 4 partite (nelle quali segna anche 2 gol) in Divisione Nazionale nella Fiumana. L'anno seguente gioca invece 9 partite in Serie B, senza mai segnare. Dopo la seconda retrocessione consecutiva della Fiumana, si ritrova a giocare in Prima Divisione, nel frattempo declassata a terzo livello del calcio italiano. Rimane alla Fiumana fino al 1936, giocando sempre in terza serie (che dalla stagione 1935-1936 assume il nome di Serie C), per un totale di 132 presenze e 18 reti con la maglia della Fiumana.